# Mira TV
MIRATV es una cadena de televisión privada y regional que transmite exclusivamente para los Altos Mirandinos en Venezuela, inicia sus transmisiones en 2005. Trasmite programación producida por ellos y por productores nacionales independientes (PNI). Es de corte variado, se trasmite por el Canal 9 de Inter.

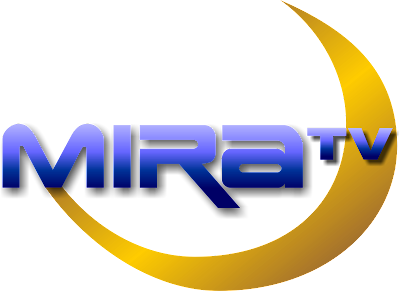
Logo del canal

Tiene por objeto informar a los habitantes de San Antonio de los Altos, Carrizal y Los Teques acerca del acontecer regional.
Sus fundadores fueron Virginia Torrealba y Nestor Filippini quienes eran productores de una revista de turismo llamada Parajes de Venezuela y el mundo, la cual posteriormente transformaron al formato audiovisual y comenzaron a recorrer el país registrando todas sus manifestaciones culturales. 
La directora del canal durante 11 años fue la periodista Yasmin Devesa, quien además producía y moderaba el programa de opinión Al Descubierto y luego En Análisis. 
El primer programa de Mira TV fue Parajes de Venezuela y el mundo. En la actualidad hay una nueva directiva encabezada por Carlos Bernal, con experiencia de muchos años en el mundo de la radio. 

## Programación
Algunos de los programas que transmite este canal de televisión son:
- Gente de hoy
- Acción sobre ruedas
- Fórmula 1 Al Día
- Es de noche
- Mirada Mundial
- Impacto Serie Bike
- Informativo Miratv
- Frente a Frente
- Boxeo Total
- Al Descubierto
- Alto Perfil
- Deportivas Miratv
- De Mujeres
- Descifrando
- Detalles Mágicos
- Decoración Total
- Música y Vivencias

## Logotipos
- En 2005 hasta 2008, el primer logo fue una Letra M con un ojo en el medio y debajo dice MIRA TV
- En 2008 hasta 2010, el logo fue el mismo logo pero dentro de una esfera, a diferencia del color, la esfera fue de color azul celeste en 2008 y azul oscuro en 2009
- En 2010 el tercer logo es una media luna de color dorado y a lado dice la palabra MIRA en letras medio-cuadradas de color azul